# بيل وير
بيل وير (بالإنجليزية: Bill Ware)‏ هو مؤلف موسيقى تصويرية أمريكي، ولد في 28 يناير 1959 في إيست أورانج في الولايات المتحدة.

## وصلات خارجية
- بيل وير على موقع IMDb (الإنجليزية)
- بيل وير على موقع ميوزك برينز (الإنجليزية)
- بيل وير على موقع أول ميوزيك (الإنجليزية)
- بيل وير على موقع ديسكوغز (الإنجليزية)